# Michael Pappert
Michael Johannes Pappert (* 15. August 1957 in Hamburg) ist ein ehemaliger deutscher Basketballnationalspieler. Er war lange Kapitän der deutschen Nationalmannschaft, unter anderem bei den Olympischen Sommerspielen 1984.

## Karriere
Michael Pappert wurde in seinem Aachener Gymnasium für den Basketballsport entdeckt. Bis zum Abitur spielte er bei der DJK Frankenberg, dann wechselte er in die Basketball-Bundesliga zum SSV Hagen, die Hagener belegten am Ende dieser Saison den vierten Tabellenrang. In dieser Zeit leistete er seinen Wehrdienst in Warendorf ab.
Danach spielte er zwei Jahre in den Vereinigten Staaten an der University of Redlands. In dieser Zeit verbesserte er den Rekord der Redlands-Hochschulmannschaft in geblockten Würfen. Seine Bestmarke hatte 20 Jahre lang Bestand. Die Übungseinheiten in den Vereinigten Staaten, die Pappert als „knüppelhart, aber abwechslungsreich und gut dosiert“ bezeichnete, brachten ihn voran. Er legte während seines USA-Aufenthalts erheblich an Muskelmasse zu.
Nach seiner Rückkehr aus den USA im Jahr 1979 studierte er Sport an der Deutschen Sporthochschule Köln. 1981 und 1982 gewann Pappert mit dem BSC Saturn Köln die Deutsche Basketballmeisterschaft. In den Jahren 1980, 1981 und 1983 gelang der Sieg im DBB-Pokalwettbewerb. In Köln trug er den Spitznamen „Die Wade“. 1985 wechselte Pappert zum TuS 04 Bayer Leverkusen. Gleich in seiner ersten Saison gewann Leverkusen das Double aus Pokal und Meisterschaft. 1987 folgte ein weiterer Pokalsieg. In vier Leverkusener Jahren kam er in 112 Bundesliga-Spielen zum Einsatz (10,5 Punkte/Spiel). 1989 beendete Pappert seine Bundesligakarriere, nachdem die Leverkusener sowohl im Meisterschaftsfinale als auch im Pokalfinale gegen Steiner Bayreuth verloren hatten. Während seiner Laufbahn erzielte er in der Bundesliga insgesamt 4633 Punkte. Später war Pappert noch einmal kurze Zeit beim Oldenburger TB in der Zweiten Bundesliga aktiv, für die er auch als Trainer tätig war. Als solcher wurde er im November 1994 entlassen und durch Ralph Ogden ersetzt, blieb aber als Spieler bei der Mannschaft.
Nach der Basketballkarriere wurde Pappert Sportlehrer an einer Schule in Bad Godesberg sowie Fitnesstrainer. Er spielte gelegentlich für Seniorenmannschaften des Oldenburger TB und der DJK Köln-Nord. Mit Köln wurde er unter anderem deutscher Meister in der Wettkampfklasse Ü55.

## Nationalmannschaft
Ab 1977 spielte Pappert in der Nationalmannschaft und absolvierte insgesamt 169 Länderspiele. Höhepunkt der internationalen Karriere war die Teilnahme als Mannschaftskapitän an den Olympischen Spielen 1984. Pappert wirkte in acht Spielen mit, erzielte 58 Punkte und belegte am Ende mit der deutschen Mannschaft den achten Rang. Außerdem nahm Pappert drei Mal an FIBA Europameisterschaftsendrunden teil: 1981 belegte er mit der Nationalmannschaft Rang zehn, 1983 Rang acht und 1987 Rang sechs. Bei der EM 1981 in der Tschechoslowakei war er mit 18,5 Punkten je Begegnung bester Korbjäger der bundesdeutschen Mannschaft und zwei Jahre später bei der EM in Frankreich zweitbester Punktesammler (14,9/Spiel) der BRD-Mannschaft hinter Detlef Schrempf. 1988 verabschiedete sich Pappert bei einem Turnier in Brasilien aus der Nationalmannschaft des DBB.
2014 wurde er mit der deutschen Ü55-Nationalmannschaft Europameister.

## Spielweise
Michael Pappert war in seiner Zeit, über einen Zeitraum von länger als zehn Jahren, einer der wichtigsten Spieler des DBB. Der ehemalige Vorsitzende des Deutschen Basketball Bundes, Manfred Ströher, nannte ihn „eine der bedeutendsten Persönlichkeiten, die der deutsche Basketball erlebt hat“. Pappert machten körperbetontes Vorgehen und Sprungkraft bei gleichzeitiger eleganter Spielweise aus.